# Turners Island LLC
Die Turners Island LLC (AAR Reporting Mark: TI) ist eine US-amerikanische Rangier-Eisenbahngesellschaft im Hafen von South Portland. Das Streckennetz ist 3,2 km lang und gehörte früher zum Netz der Portland Terminal Company. Die Bahngesellschaft ist Teil der im privaten Besitz befindlichen Hafenanlagen auf Turner’s Island. Neben der Verlademöglichkeit Schiff-Schiene wird der Bahnanschluss zu einem Lagerhauskomplex und einem Gewerbegebiet hergestellt. Über den Rigby Yard der Pan Am Railways besteht die Verbindung zum restlichen Schienennetz.
Die Gesellschaft entstand 2003 als Nachfolger der Turners Island Railroad.